# Khouloud Douaibess
Khouloud Hdeib Douaibess, née le 16 avril 1965 à Jérusalem, est une femme politique palestinienne, ministre du Tourisme et de la Condition féminine de l'État de Palestine dans le Gouvernement Salam Fayyad de juin 2007.